# Amsterdam (película)
Amsterdam es una película del género drama histórico y comedia escrita, dirigida y producida por David O. Russell. Protagonizada por Christian Bale, Margot Robbie y John David Washington, la película cuenta con un reparto coral que incluye a Chris Rock, Anya Taylor-Joy, Zoe Saldaña, Mike Myers, Michael Shannon, Timothy Olyphant, Andrea Riseborough, Taylor Swift, Matthias Schoenaerts, Alessandro Nivola, Rami Malek y Robert De Niro. Fue estrenada  en los Estados Unidos el 7 de octubre de 2022 por 20th Century Studios.
La historia se basa en Business Plot, una conspiración política de 1933 en los Estados Unidos, y sigue a tres amigos, un médico, una enfermera y un abogado, que se ven atrapados en el misterioso asesinato de un general retirado de los Estados Unidos. Filmada en Los Ángeles de enero a marzo de 2021, es la primera película de Russell desde Joy (2015). Recibió reseñas mixtas de los críticos, la mayoría de los cuales elogió el diseño de producción y las actuaciones del elenco, pero criticó el guion y la dirección de Russell. También fue un fracaso de taquilla, con pérdidas estimadas para el estudio que alcanzaron los 97 millones de dólares.

## Sinopsis
Trata sobre una epopeya romántica acerca de tres amigos: un médico, una enfermera y un abogado, que se convierten en los principales sospechosos de un asesinato en la década de 1930, el cual revolucionó al país. Basada en hechos reales (la investigación del Congreso de los Estados Unidos en 1933 sobre el llamado Business Plot) que se mezclan con ficción.

## Argumento
En 1918, Burt Berendsen es alentado por sus suegros a ir a luchar a la Primera Guerra Mundial. Mientras está en Francia, Burt se hace amigo del soldado afroamericano Harold Woodman. Después de sufrir heridas en la batalla, Burt y Harold son atendidos por Valerie Bandenberg hasta que recuperan la salud. Valerie es una enfermera excéntrica que hace arte con metralla (trozos de metal) extraída de los soldados, y por lo general se hace amiga de sus pacientes.
Después del final de la guerra, los tres viven juntos en Ámsterdam hasta que Burt regresa a la ciudad de Nueva York con su esposa. Harold, que se ha enamorado de Valerie y ha iniciado una tenue relación sentimental con ella, también parte a Nueva York para cumplir sus aspiraciones de convertirse en abogado.
Quince años después, Burt ha abierto su propio consultorio médico para atender a los veteranos de la guerra y aún sigue siendo amigo de Harold, que ahora es abogado. Sin embargo, no han sabido nada de Valerie desde que se fueron de Amsterdam. Harold le pide a Burt que realice una autopsia a Bill Meekins (un senador que se desempeñó como comandante de su regimiento durante la guerra) a instancias de la hija de Meekins, Elizabeth, quien cree que fue asesinado. Con la ayuda de la enfermera Irma St. Clair, Burt realiza la autopsia. Revela que Meekins ha sido envenenado. Burt y Harold se reúnen con Elizabeth para hablar sobre los resultados de la autopsia, aunque de repente muere cuando un sicario la empuja hacia el tráfico. El asesino a sueldo incrimina a Burt y Harold por su muerte, y huyen cuando llega la policía.
Burt y Harold intentan averiguar quién había llevado a Elizabeth a contratarlos para limpiar sus nombres. Esto los lleva al rico heredero textil Tom Voze, su condescendiente esposa Libby y Valerie (cuyo verdadero apellido era Voze), la hermana de Tom. Se enteran de que Valerie fue quien convenció a Elizabeth para que los contratara, sabiendo que eran dignos de confianza. Valerie está bajo la supervisión constante de Tom y Libby, quienes afirman que sufre una enfermedad nerviosa. Burt y Harold hablan con Tom, quien sugiere que hablen con el general Gil Dillenbeck, un veterano famoso y condecorado que era amigo de Meekins.
Mientras Burt intenta ponerse en contacto con el general, Harold y Valerie pasan el día en su casa, donde notan al asesino a sueldo, Tarim Milfax. Lo siguen a una clínica de esterilización forzada propiedad de una misteriosa organización conocida como el "Comité de los Cinco". Después de una pelea con Milfax, Harold y Valerie se reúnen con Burt. Valerie los lleva al Waldorf Astoria, donde conocen a Paul Canterbury y Henry Norcross, los benefactores de Valerie de Amsterdam que son espías secretos en la comunidad de inteligencia. Paul y Henry explican que el Comité de los Cinco planea derrocar al gobierno estadounidense y que Dillenbeck puede ayudarlos a frustrar su complot.
El trío se encuentra con el general Dillenbeck, a quien un hombre le ofrece una gran suma de dinero en nombre de un benefactor anónimo para que pronuncie un discurso en el que abogue por que los veteranos destituyan por la fuerza al presidente Franklin D. Roosevelt e instalen a Dillenbeck como un títere. dictador en su lugar. El General está de acuerdo y planea hablar en una gala de reunión que Burt y Harold están organizando para sacar a quien sea que esté detrás de la trama.
En la gala, el general Dillenbeck lee su propio discurso en lugar del que le pagaron por leer. Milfax tiene la intención de dispararle por hacerlo, pero Harold y Valerie logran detenerlo a tiempo. Milfax es arrestado y se revela que el Comité de los Cinco está formado por cuatro líderes de la industria, incluido Tom, que están fanáticamente obsesionados con Benito Mussolini y Adolf Hitler y tienen la intención de hacer de Estados Unidos un país fascista.
Tom y los otros líderes son arrestados por la policía, pero no se quedan adentro por mucho tiempo y calumnian al general Dillenbeck en la prensa luego de su liberación. El general Dillenbeck testifica sobre el incidente ante el Congreso y regresa a casa para vivir su vida. Harold y Valerie abandonan el país ya que no pueden estar juntos en Estados Unidos. Burt se despide de ellos y planea reabrir su consultorio médico y entablar una relación con Irma.

## Elenco
- Christian Bale como Burt[3]
- Margot Robbie como Valerie[4]
- John David Washington como Harold[5]
- Chris Rock como Milton
- Anya Taylor-Joy como Libby
- Zoe Saldaña como Irma
- Mike Myers como Paul
- Michael Shannon como Henry Norcross
- Timothy Olyphant como Tarim Milfax
- Andrea Riseborough como Beatrice Vandenheuvel
- Taylor Swift como Liz Meekins
- Matthias Schoenaerts como Getwiller
- Alejandro Nivola
- Rami Malek como Tom[6]
- Robert De Niro como Gil

## Producción

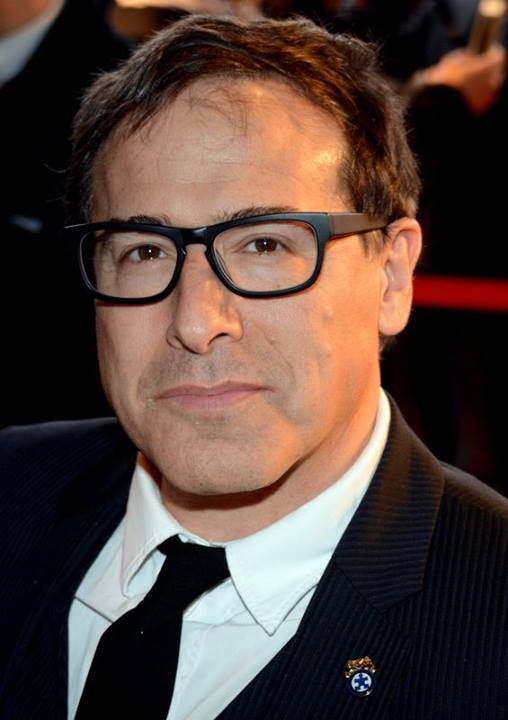
Escritor, director y productor de la película David O. Russell.

En enero de 2020, New Regency anunció el desarrollo de una película sin título definido que sería dirigida por David O. Russell y protagonizada por Christian Bale. El anuncio mencionaba que las filmaciones comenzarían en abril del mismo año. En febrero de 2020, se anunció la incorporación de Margot Robbie y Michael B. Jordan al elenco, pero este último se retiró antes de que comenzara la producción debido a conflictos de programación con otras producciones paralelas. En octubre, John David Washington fue elegido como reemplazo de Jordan. Según los informes, Jennifer Lawrence fue considerada para el papel que protagoniza Margot Robbie, mientras que Jamie Foxx fue considerado para el de Jordan. El resto del elenco se reveló entre enero y junio de 2021.
El rodaje se retrasó debido a la pandemia de COVID-19. La fotografía principal tuvo lugar entre enero y marzo de 2021 en Los Ángeles, California. Los miembros del equipo incluyeron al director de fotografía Emmanuel Lubezki, al editor Jay Cassidy y a la compositora de partituras Hildur Guðnadóttir. En abril de 2022, en el evento CinemaCon, se reveló que el título de la película sería Amsterdam.

## Estreno
Amsterdam fue estrenada por 20th Century Studios en los Estados Unidos el 7 de octubre de 2022.

## Recepción
Amsterdam recibió reseñas generalmente mixtas de parte de la crítica y de la audiencia. En el sitio web especializado Rotten Tomatoes, la película posee una aprobación de 32%, basada en 257 reseñas, con una calificación de 5.0/10 y con un consenso crítico que dice: "Amsterdam tiene un montón de grandes estrellas y una trama muy ocupada, todo lo cual equivale a dolorosamente menos que la suma de sus partes deslumbrantes." De parte de la audiencia tiene una aprobación de 56%, basada en más de 2500 votos, con una calificación de 3.3/5.
El sitio web Metacritic le dio a la película una puntuación de 48 de 100, basada en 52 reseñas, indicando "reseñas mixtas o promedio". Las audiencias encuestadas por CinemaScore le otorgaron a la película una "B" en una escala de A+ a F, mientras que en el sitio IMDb los usuarios le asignaron una calificación de 6.1/10, sobre la base de 86 000 votos. En la página web FilmAffinity la cinta tiene una calificación de 5.3/10, basada en 4201 votos.